# ایستگاه واترفرانت (ونکوور)
ایستگاه واترفرانت (انگلیسی: Waterfront station) یک مرکز اصلی حمل‌ونقل عمومی بین‌وجهی و پایانه اصلی حمل‌ونقل در ونکوور، بریتیش کلمبیا، کانادا است. این ایستگاه در خیابان غرب کوردووا در مرکز شهر ونکوور، بین خیابان گرنویل و خیابان سیمور واقع شده‌است. این ایستگاه همچنین از طریق دو ورودی دیگر در سطح خیابان قابل دسترسی است، یکی در «خیابان هاو» در غرب برای دسترسی مستقیم به خط اکسپو و دیگری در خیابان گرانویل در جنوب برای دسترسی مستقیم به خط کانادا.
این ایستگاه در فاصله چند قدمی منطقه تاریخی گستاون ونکوور، محل کانادا، مرکز کنوانسیون ونکوور، مرکز بندرگاه، مرکز سینکلر، و فرودگاه آبی بندرگاه ونکوور ترمینال هواپیمای شناور قرار دارد. یک فرودگاه هلی‌جت که توسط هلی‌جت اداره می‌شود، به همراه پردیس‌های مرکز شهر برای دانشگاه سایمون فریزر و مؤسسه فناوری بریتانیا کلمبیا، نیز در مجاورت ایستگاه قرار دارند.